# Wendell P. Kay
Wendell Palmer Kay (* 17. August 1913 in Illinois; † 29. Juni 1986) war ein US-amerikanischer Politiker (Demokratische Partei).

## Karriere
Kay, ein Anwalt, war von 1951 bis 1956 Mitglied des Repräsentantenhauses im Alaska-Territorium. Dort repräsentierte er den 3. Distrikt und war während seiner letzten Amtszeit (1955–1956) der Speaker des Hauses. Außerdem war er 1956 während der Democratic National Convention ein stellvertretender Delegierter des Alaska-Territoriums sowie ein vollwertiger Delegierter des Bundesstaates Alaska bei der 1960er Convention.
Nachdem US-Senator Bob Bartlett, ein Demokrat, 1968 im Amt gestorben war, ernannte der republikanische Gouverneur Walter Hickel den Republikaner Ted Stevens zum Nachfolger. Deshalb wurde 1970 eine Nachwahl für Bartletts restliche Amtsperiode abgehalten. Kay trat als Kandidat gegen Stevens an und wurde mit 59,6 % gegen 40,4 % besiegt. Ted Stevens hielt diesen Sitz bis zum Jahr 2009.